# David Emge

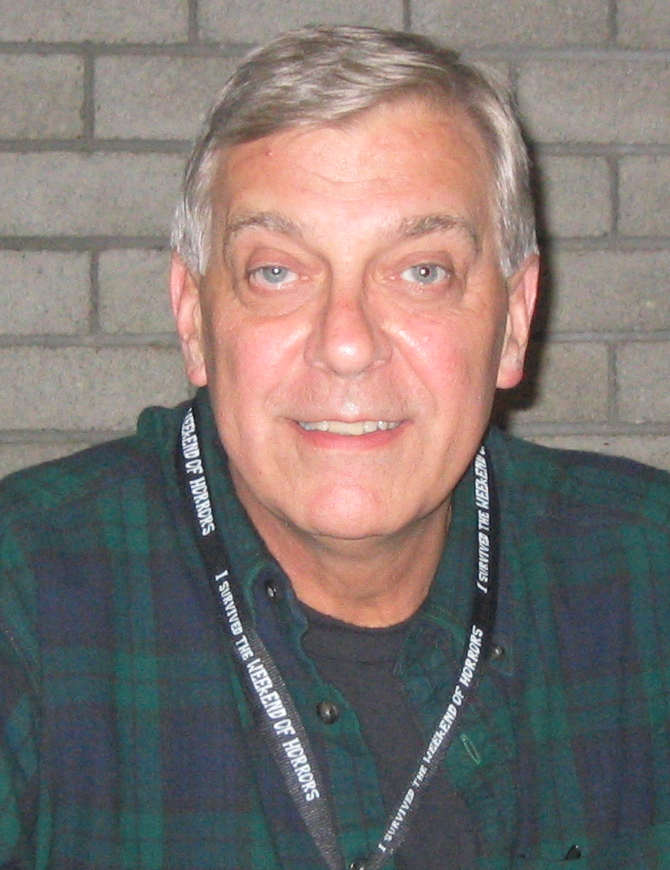
David Emge

David Emge  ['εmgi] (* 9. September 1946 in Evansville, Indiana; † 20. Januar 2024 ebenda) war ein US-amerikanischer Schauspieler, der in seiner Rolle des Stephen (Flyboy) Andrews in George A.Romeros Film Dawn of the Dead aus dem Jahr 1978 bekannt wurde.
Emge absolvierte ein Bachelorstudium des Drama an der University of Evansville.
Während seines Studiums arbeitete Emge mit Ron Flass, der später als Darsteller in Barney Miller bekannt wurde, zusammen. Als er in einem New Yorker Restaurant als Koch arbeitete, traf Emge George A. Romero, der ihn für seinen Film Dawn of the Dead engagierte. Emge war danach regelmäßig als Schauspieler in diversen Bühnen- und Filmproduktionen tätig. Er starb am 20. Januar 2024 in Evansville im Alter von 77 Jahren.

## Filmographie
- 1976 – The Booby Hatch (Alternativtitel: The Liberation of Cherry Janowski)
- 1976 – The Devil and Sam Silverstein
- 1978 – Dawn of the Dead
- 1990 – Basket Case 2
- 1992 – Hellmaster